# Clude Dance Company

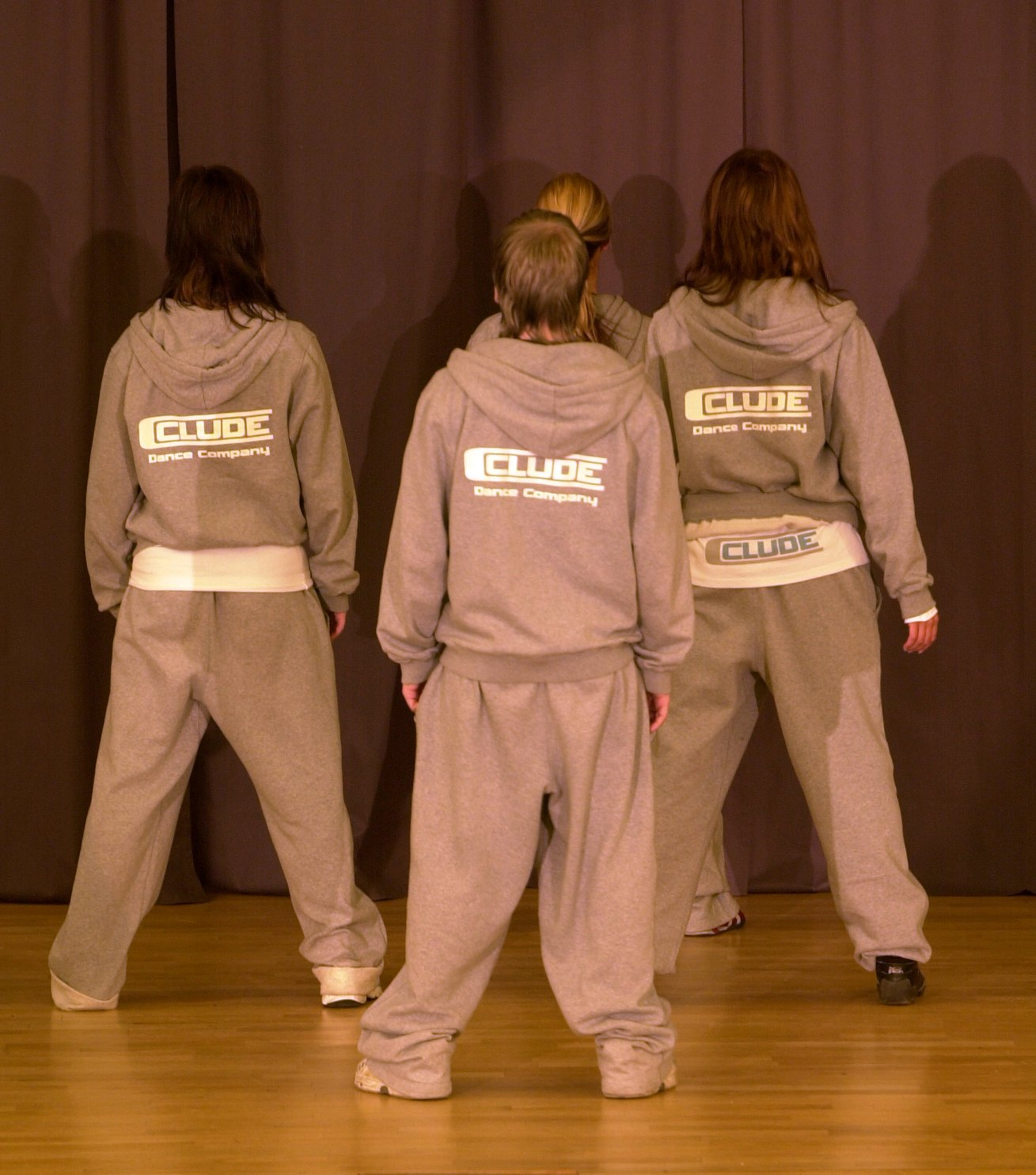
Under en repetition i Göteborg.

Clude Dance Company är en Karlstadbaserad dansgrupp även om en del av medlemmarna är geografiskt spridda i landet. Dansgruppen startade 1999 och drivs sedan 2004 som en ideell förening. Gruppen har bytt ut många av sina medlemmar under åren som har gått. 
De har dansat på flera stora tillfällen som t.ex. med sommarturéer med Da Buzz, på Melodifestivalen 2006, på RIX FM Festival 2005 och på finalprogrammet av Big Brother på Kanal 5 år 2000.
2006 var medlemmen Lina Beckman med i dansdokusåpan Floor Filler på svenska TV3.